# Luigino Ricci
Luigino Ricci   (Trieste, 27 de desembre de 1852 - Milà, 10 de febrer de 1906) va ser un músic i compositor italià.
Va néixer com a Giacomo Ricci a Trieste fill del compositor Luigi Ricci i la cantant d'òpera Francesca Stolz (1826-1900?), La germana gran de la famosa diva verdiana Teresa Stolz. En aquell moment, Luigi Ricci estava casat amb Ludmila Stolz (1826–1910), la mateixa germana bessona de Francesca. L'oncle de Ricci-Stolz, Federico Ricci, fou també compositor.
Va heretar la finca de la seva tia Teresa Stolz i va canviar el seu nom per Ricci-Stolz.
Ricci-Stolz va ser un director d'orquestra i compositor. A més de música d'església, cançons i un quartet de corda, també va publicar diverses òperes.
Va morir a Milà el 1906, amb 54 anys.

## Òperes
- Frosina - Gènova, 1870
- Cola di Rienzo - Venècia, 1880
- Un curiós accident - Venècia, 1880
- Donna Ines - Piacenza, 1885
- La coda del diavolo - Torí, 1885
- Don Chisciotte (després del Quixot de Miguel de Cervantes) - Venècia, 1887
- Il frutto proibito - Barcelona, 1888
- Roma intangible.